# 千葉市立海浜病院
千葉市立海浜病院（ちばしりつかいひんびょういん）は、千葉県千葉市美浜区にある医療機関。千葉市病院事業の設置等に関する条例（昭和43年4月1日条例第12号）に基づき設置された市立の病院である。災害拠点病院。千葉市の東京湾沿岸に位置する海浜ニュータウンに所在する。地域中核病院として開設された。現在、高度医療として循環器疾患診療体制を整備し、新生児特定集中治療室（NICU）を設置。高度な医療を必要とする新生児などに対応している。

## 沿革
- 1971年（昭和46年）3月 「海浜ニュータウンにおける医療機関の整備計画」を策定。一般病床1,000床規模の病院建設が計画される。
「千葉市新5ヵ年計画」を策定。海浜ニュータウン検見川地区に、総合医療センターの建設が計画される。
- 1982年（昭和57年）3月 （仮称）海浜ニュータウン病院工事着工。
- 1984年（昭和59年）7月 建物竣工。
9月 名称を「千葉市立海浜病院」とする。
10月 千葉市立海浜病院開設。
10月12日 千葉市立海浜病院開院（診療科目7科、一般病床185床）。
- 2011年（平成23年）4月1日 - 地方公営企業法全部適用。
- 2026年（令和8年）秋 - 本施設の老朽化に伴い、機能を美浜区若葉地区に開院の「千葉市立幕張海浜病院」に移転予定[1]。

## 診療科
- 内科
- 脳神経内科
- 呼吸器内科
- 消化器内科
- 循環器内科
- 小児科
- 外科
- 整形外科
- 心臓血管外科
- リハビリテーション科
- 放射線科
- 麻酔科
- 耳鼻咽喉科
- 眼科
- 産婦人科

## 医療機関指定
出典
| 保険医療機関                                               | 生活保護法指定医療機関                                         |
| 未熟児養育医療機関（母子保健法）                           | 結核予防法指定医療機関                                         |
| 被爆者一般疾病医療機関（原子爆弾被爆者の医療に関する法律） | 原子爆弾被爆者健康診断（一般・精密）医療機関                   |
| 労災保険指定医療機関（労働者災害補償法）                   | 指定自立支援医療機関（育成医療・更正医療）（障害者自立支援法） |
| 救急告示病院                                               | 災害拠点病院（地域災害医療センター）                           |
| 新卒後臨床研修病院（協力型・協力施設）                     | 公務災害医療機関（地方公務員災害補償法）                       |
| 特定疾病医療機関                                           | 小児慢性特定疾患医療機関                                       |

## アクセス
- JR東日本 総武線「新検見川駅」下車。
南口4番乗り場から千葉海浜交通バス乗車。「海浜病院」行で約20分、「海浜病院」下車。

- JR東日本 京葉線「検見川浜駅」下車。
北口4番乗り場から千葉海浜交通バス乗車。「海浜病院」行で約10分、「海浜病院」下車。

## その他
- 病院の目の前は東京湾であり、海側の窓からは東京湾を一望することができる。
- 千葉市立海浜病院に隣接する場所に、千葉県救急医療センターが位置する。

## 事案
- 2021年（令和3年）7月、手術中に医師の指導下で臨床工学技士が患者の皮膚縫合行為の一部を行った事案が発生。翌2022年（令和4年）4月28日付で該当臨床工学技士と医師に対して訓告処分が発せられた。しかし、手術中の録画画像を復元ソフト使用の上で録画内容を確認・検証。当初の説明とは異なり、臨床工学技士は10針程度縫っていた事が判明した為、2022年8月26日に該当臨床工学技士と医師の2人に対して減給の懲戒処分、ほか管理監督者らに対し訓告・自戒措置がとられた[3][4]。